# Рунар Еспехорд
Рунар Еспехорд (норв. Runar Espejord; нар. 26 лютого 1996, Тромсе, Норвегія) — норвезький футболіст, нападник.

## Клубна кар'єра
Рунар народився у місті Тромсе, що на півночі Норвегії. Є вихованцем місцевого однойменного клубу. З 2013 року футболіста почали залучати до матчів першої команди.
У грудні 2019 року стало відомо, що Рунар підписав контракт на 2,5 роки з нідерландським клубом «Геренвен», який вступав у дію з 1 січня 2020 року.Та закріпитися в нідерландському чемпіонаті Еспехорд так і не зумів, провівши у складі «Геренвена» лише шість поєдинків. І у вересні 2020 року він повернувся до Норвегії, до клубу «Тромсе», де продовжив виступи на правах оренди.
По завершенню терміну оренди у січні 2022 року перейшов до складу діючого чемпіона Норвегії — клубу «Буде-Глімт».

## Збірна
З 2012 року Рунар захищав кольори юнацьких та молодіжної збірних Норвегії всіх вікових категорій.

## Титули і досягнення
- Чемпіон Норвегії (2):

«Буде-Глімт»: 2023, 2024